# 滋野善蔭
滋野 善蔭（しげの の よしかげ）は、平安時代初期から前期にかけての貴族。参議・滋野貞主の子。官位は従五位上・但馬守。

## 経歴
仁明朝の承和13年（846年）従五位下・宮内少輔に叙任され、翌承和14年（847年）掃部頭に遷る。文徳朝の仁寿2年（852年）父・貞主が没すると、翌仁寿3年（853年）大宰少弐に任ぜられ地方官に転じる。
清和朝に入り、貞観2年（860年）11月に従五位上・弾正少弼に叙任され京官に復すが、翌貞観3年（861年）5月には丹波守として再び地方官に遷っている。その後も貞観6年（864年）大蔵大輔、貞観9年（867年）但馬守と、京官と地方官を交互に務めた。

## 官歴
『六国史』による。
- 時期不詳：正六位上
- 承和13年（846年） 正月7日：従五位下。9月14日：宮内少輔
- 承和14年（847年） 2月11日：掃部頭
- 仁寿3年（853年） 正月16日：大宰少弐
- 貞観2年（860年） 11月16日：従五位上。11月27日：弾正少弼
- 貞観3年（861年） 5月20日：丹波守
- 貞観4年（862年） 12月20日：丹波守（本官起之）
- 貞観6年（864年） 正月16日：大蔵大輔
- 貞観9年（867年） 正月12日：但馬守